# نشریه هراگیرنر
نشریهٔ هراگیرنر (به فارسی: تلگراف‌ها) نشریه‌ای است به زبان ارمنی که از سال ۱۹۳۰ و در تبریز منتشر می‌شد.